# Халма (Минесота)
Халма (енгл. Halma) град је у америчкој савезној држави Минесота.

## Демографија
По попису из 2010. године број становника је 61, што је 17 (-21,8%) становника мање него 2000. године.
| Група             | 2000.      | 2010.      |
| Белци             | 77 (98,7%) | 58 (95,1%) |
| Афроамериканци    | 0 (0,0%)   | 0 (0,0%)   |
| Азијати           | 0 (0,0%)   | 0 (0,0%)   |
| Хиспаноамериканци | 1 (1,3%)   | 0 (0,0%)   |
| Укупно            | 78         | 61         |